# Qingliu

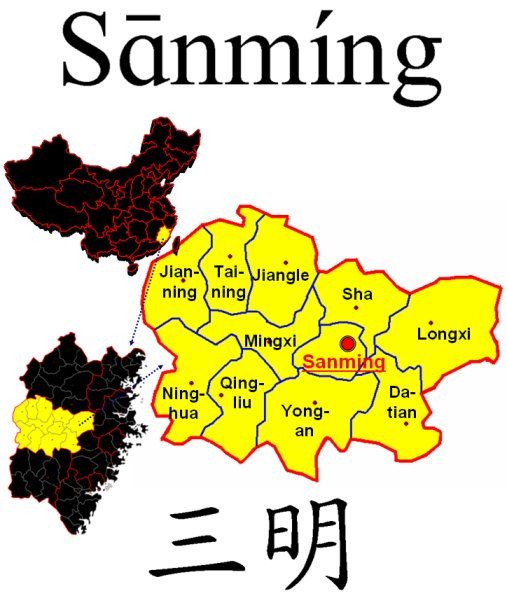
Kreisebene der Stadt Sanming

Der Kreis Qingliu (chinesisch 清流县, Pinyin Qīngliú Xiàn) ist ein Kreis der bezirksfreien Stadt Sanming in der chinesischen Provinz Fujian. Er hat eine Fläche von 1.806 km² und zählt 118.029 Einwohner (Stand: 2020). Sein Hauptort ist die Großgemeinde Longjin (龙津镇).

## Administrative Gliederung
Auf Gemeindeebene setzt sich der Kreis aus fünf Großgemeinden und acht Gemeinden zusammen. 

## Persönlichkeiten
- Ge Manqi (* 1997), Sprinterin